# The Battle of Shiloh
The Battle of Shiloh est un jeu vidéo de type wargame créé par Chuck Kroegel et David Landrey et publié par Strategic Simulations en 1981 sur Apple II, Atari 8-bit et TRS-80. Le jeu se déroule pendant la guerre de Sécession et simule la bataille de Shiloh qui oppose l'armée des États confédérés, qui tentent de capturer Pittsburg Landing, et l’armée de l'Union, dont l’objectif est de ralentir la progression de l’armée adverse. Il se déroule sur une carte divisée en cases hexagonales où les joueurs déplacent et font attaquer leurs brigades, dont ils peuvent notamment définir le niveau de prise de risque et la stratégie à employer. Un système de points permet de suivre les pertes subies par chaque camp et ainsi de désigner le vainqueur à la fin de la partie. À sa sortie, The Battle of Shiloh fait l’objet de critiques plutôt positives dans la presse spécialisée qui salue en particulier ses mécanismes de jeu, qui permettent notamment de gérer la prise de risque et la stratégie des brigades, et la très bonne conception du programme, qui ne souffre d’aucun temps mort. Les critiques concluent ainsi qu’il se révèle « passionnant », car le joueur doit en permanence prendre des décisions et chercher à exploiter les faiblesses de son adversaire, et que malgré sa simplicité, il reste « suffisamment complexe » pour constituer « un bon wargame tactique ».

## Trame
The Battle of Shiloh simule la bataille de Shiloh qui se déroule pendant la guerre de Sécession. Celle-ci débute le 6 avril 1862 alors qu’une armée des États confédérés de 45 000 hommes, menés par le général Albert Sidney Johnston, tente de défendre l’ouest du Tennessee. Son objectif est de prendre par surprise l’armée de l'Union du général Ulysses S. Grant et de capturer leurs camps et leurs points de ravitaillement sur la rivière Tennessee. Les troupes de l’Union parviennent cependant à empêcher les Confédérés de franchir la rivière et le lendemain, l’armée de Grant contre-attaque grâce aux 25 000 hommes de l'armée de l'Ohioarrivés en renfort,.

## Système de jeu
The Battle of Shiloh est un wargame qui simule, au niveau opérationnel, la bataille de Shiloh de la guerre de Sécession. Le jeu oppose l'armée des États confédérés, qui tentent de capturer Pittsburg Landing, et l’armée de l'Union dont l’objectif est de ralentir la progression de l’armée adverse. Il peut opposer deux joueurs, un joueur et l’ordinateur, qui peut contrôler aussi bien les Confédérés que l’Union, et même deux joueurs contrôlés par l’ordinateur,. Le joueur peut choisir de simuler les deux jours de l’affrontement ou seulement le premier. Dans le premier cas, les Confédérés terminent systématiquement le premier jour de combat avec une certaine avance qu’ils tentent ensuite de conserver. Dans le second cas, l’Union commence la partie avec un bonus de points. Dans les deux configurations, le joueur peut régler la force de chaque camp indépendamment.
Le jeu se déroule sur une carte divisée en cases hexagonales qui forme une grille de onze cases de haut et de dix-neuf cases de large. Au début d’une partie, le joueur peut choisir d’afficher la carte en noir et blanc ou en couleur et avec ou sans les cases hexagonales. Le joueur qui contrôle les Confédérés débute la partie sur la gauche de la carte avec seize brigades et tente de capturer Pittsburg, qui se trouve à l’autre extrémité. Entre lui et son objectif se trouve les quatorze brigades de l’Union contrôlées par l’autre joueur. Chaque brigade est caractérisée par sa force au combat, son leadership et son moral. Ces caractéristiques sont basés sur les performances historiques de ces unités et évoluent au cours de la partie en fonction des pertes subies et des renforts. Chacun à leur tour, les joueurs déplacent leurs brigades  d’une case à l’autre en sélectionnant, par l’intermédiaire du clavier, un chiffre de un six. Les chiffres deux et cinq permettent les mouvements horizontaux, les autres ceux suivant un angle de trente-trois degrés. Les joueurs peuvent également décider de faire, ou non, attaquer leurs unités et définir leur niveau de prise de risque et leur stratégie. Le niveau de risque va de audacieux à prudent, en passant par courageux. En termes de stratégie, l’attaquant peut décider de lancer une attaque totale, une attaque moyenne ou simplement d’effectuer une reconnaissance. De son côté, le défenseur peut répondre en contre-attaquant, en tenant sa position, en se désengageant ou en sonnant la retraite. Ces choix ont un impact sur les pertes, plus le choix étant risqué, plus le commandant risquant de voir ses unités désobéir à ses ordres. Les joueurs peuvent également gérer leur artillerie ainsi que les renforts ou les remplacements de leurs unités. Un système de point permet de suivre les pertes subies par chaque camp et ainsi de connaitre les performances des deux joueurs par rapport à la réalité du combat.

## Publication
The Battle of Shiloh est publié par Strategic Simulations sur Apple II en 1981,. Il est ensuite porté sur Atari 8-bit et TRS-80.

## Accueil
| The Battle of Shiloh |      |       |
| Média                | Nat. | Notes |
| CGW                  | US   | 3.5/5 |
| Tilt                 | FR   | 3/6   |

À sa sortie, The Battle of Shiloh fait l’objet d’une critique plutôt positive de Bob Proctor dans le magazine Computer Gaming World. En effet, bien que celui-ci regrette la manière dont ses concepteurs ont compensé les faiblesses de l’ordinateur, en attribuant plus de points de mouvements à ses unités qu’à celles du joueur, il estime que le jeu est globalement « très bien conçu ». Il note en particulier que, même si une partie dure plusieurs heures, le jeu ne souffre d’aucun temps morts et se révèle « passionnant » car le joueur doit en permanence prendre des décisions et chercher à exploiter les faiblesses de l’ennemi. Du fait des lacunes de l’ordinateur, il conseille en revanche le jeu à deux, qu’il juge bien meilleur en termes d’équilibre et de réalisme historique.The Battle of Shiloh fait également l’objet d’une critique très positive dans le magazine Softalk. L’auteur du test salue en particulier l’intérêt d’une de ses fonctionnalités, qui permet de gérer le niveau de risque des stratégies employés par les unités, et conclut que si le programme est relativement « simple par rapport aux autres jeux publiés par Strategic Simulations », il reste « suffisamment complexe » pour constituer un bon wargame tactique. La possibilité de régler le niveau de risque, associées à la tactique employé par les unités, est également considérer comme le point fort du jeu par le magazine Electronic Games.
Dans un dossier consacré aux wargames publiée en 1984, la journaliste Laurence Miller du magazine Micro Adventurer estime, comme Bob Proctor, que The Battle of Shiloh est un « très bien conçu » et qu’il se révèle « palpitant » car le joueur doit en permanence prendre des décisions et chercher à exploiter les faiblesses de l’ennemi. Elle ajoute qu’il constitue une « introduction idéale » au genre tout en gardant un certain intérêt pour les joueurs plus expérimentés. Dans sa liste de wargames, le journaliste Evan Brooks, du magazine Computer Gaming World, le décrit en 1990 comme le premier jeu de Strategic Simulations sur le thème de la guerre de Sécession et estime qu’il se révèle être un jeu « convivial » et  « facile à prendre en main » mais desservi par des graphismes « insignifiant » et des résultats peu conforme à la réalité historique.